# MTV Movie Awards 2010

Logo

La 19ª edizione degli MTV Movie Awards si è svolta il 6 giugno 2010 a Los Angeles, in California, ed è stata presentata da Aziz Ansari.
Le nomination sono state comunicate il 12 maggio 2010.

## Performance musicali
- Christina Aguilera — Not Myself Tonight
- Katy Perry e Snoop Dogg — California Gurls

## Vincitori e candidati
I vincitori sono indicati in grassetto.

### Miglior film (Best Movie)
- The Twilight Saga: New Moon, regia di Chris Weitz
- Alice in Wonderland, regia di Tim Burton
- Avatar, regia di James Cameron
- Harry Potter e il principe mezzosangue (Harry Potter and the Half-Blood Prince), regia di David Yates
- Una notte da leoni (The Hangover), regia di Todd Phillips

### Miglior performance maschile (Best Male Performance)
- Robert Pattinson - The Twilight Saga: New Moon
- Zac Efron - 17 Again - Ritorno al liceo (17 Again)
- Taylor Lautner - The Twilight Saga: New Moon
- Daniel Radcliffe - Harry Potter e il principe mezzosangue (Harry Potter and the Half-Blood Prince)
- Channing Tatum - Dear John

### Miglior performance femminile (Best Female Performance)
- Kristen Stewart - The Twilight Saga: New Moon
- Sandra Bullock - The Blind Side
- Zoe Saldana - Avatar
- Amanda Seyfried - Dear John
- Emma Watson - Harry Potter e il principe mezzosangue (Harry Potter and the Half-Blood Prince)

### Miglior performance rivelazione (Best Breakout Star)
- Anna Kendrick - Tra le nuvole (Up in the Air)
- Chris Pine - Star Trek
- Gabourey Sidibe - Precious (Precious: Based on the Novel "Push" by Sapphire)
- Logan Lerman - Percy Jackson e gli dei dell'Olimpo: Il ladro di fulmini (Percy Jackson and the Olympians: The Lightning Thief)
- Quinton Aaron - The Blind Side
- Zach Galifianakis - Una notte da leoni (The Hangover)

### Miglior performance comica (Best Comedic Performance)
- Zach Galifianakis - Una notte da leoni (The Hangover)
- Ben Stiller - Una notte al museo 2 - La fuga (Night at the Museum: Battle of the Smithsonian)
- Bradley Cooper - Una notte da leoni (The Hangover)
- Ryan Reynolds - Ricatto d'amore (The Proposal)
- Sandra Bullock - Ricatto d'amore (The Proposal)

### Miglior cattivo (Best Villain)
- Tom Felton - Harry Potter e il principe mezzosangue (Harry Potter and the Half-Blood Prince)
- Christoph Waltz - Bastardi senza gloria (Inglourious Basterds)
- Helena Bonham Carter - Alice in Wonderland
- Ken Jeong - Una notte da leoni (The Hangover)
- Stephen Lang - Avatar

### Miglior bacio (Best Kiss)
- Kristen Stewart e Robert Pattinson - The Twilight Saga: New Moon
- Kristen Stewart e Dakota Fanning - The Runaways
- Sandra Bullock e Ryan Reynolds - Ricatto d'amore (The Proposal)
- Taylor Swift e Taylor Lautner - Appuntamento con l'amore (Valentine's Day)
- Zoe Saldana e Sam Worthington - Avatar

### Miglior combattimento (Best Fight)
- Beyoncé Knowles contro Ali Larter - Obsessed
- Hugh Jackman e Liev Schreiber contro Ryan Reynolds - X-Men le origini - Wolverine (X-Men Origins: Wolverine)
- Logan Lerman contro Jake Abel - Percy Jackson e gli dei dell'Olimpo: Il ladro di fulmini (Percy Jackson and the Olympians: The Lightning Thief)
- Robert Downey Jr. contro Mark Strong - Sherlock Holmes
- Sam Worthington contro Stephen Lang - Avatar

### Miglior momento "Ma che ca...!" (Best WTF Moment)
- Ken Jeong - Una notte da leoni (The Hangover)
- Betty White - Ricatto d'amore (The Proposal)
- Bill Murray - Benvenuti a Zombieland (Zombieland)
- Isabel Lucas - Transformers - La vendetta del caduto (Transfomers: Revenge of the Fallen)
- Megan Fox - Jennifer's Body

### Performance più terrorizzante (Best Scared-As-S**t Performance)
- Amanda Seyfried - Jennifer's Body
- Alison Lohman - Drag Me to Hell
- Jesse Eisenberg - Benvenuti a Zombieland (Zombieland)
- Katie Featherston - Paranormal Activity
- Sharlto Copley - District 9

### Superduro (Biggest Badass Star)
- Rain - Ninja Assassin
- Angelina Jolie - Salt
- Channing Tatum - G.I. Joe - La nascita dei Cobra (G.I. Joe: The Rise of Cobra)
- Chris Pine - Star Trek
- Sam Worthington - Avatar e Scontro tra titani (Clash of the Titans)

### Superstar mondiale (Global Superstar)
- Robert Pattinson
- Johnny Depp
- Taylor Lautner
- Daniel Radcliffe
- Kristen Stewart

### MTV Generation Award
- Sandra Bullock